# 環江高原鰍
環江高原鰍（學名：Triplophysa huanjiangensis）為輻鰭魚綱鯉形目條鰍科高原鰍屬的其中一種。分布於亞洲中國廣西壯族自治區環江縣喀斯特地形洞穴，本魚體延長側扁，頭細長略平扁，呈鴨嘴型，口下位，具觸鬚3對，無眼，眼眶略凹陷，體呈粉紅色，無側線，體無被鱗片，魚鰭透明，尾鰭呈叉形，體長可達12.4公分，棲息在洞穴底層水域，生活習性不明。
其种加词“huanjiangensis”意为“广西环江毛南族自治县的”。